# Via Lusitanorum
Виа Лузитанорум на латински: Via Lusitanorum, Viae Lusitanorum е древен римски път на Иберийския полуостров в Португалия.
Намира се в Алгарв (Португалия) и минава през Безурис, Балса, Осоноба (Фаро), Милреу, Керо да Вила, Лакобрига (Лагос). Пътят се съвързва с Виа Августа, най-дългият римски път в Испания.